# Chiesa di Santa Maria dei Servi (Sansepolcro)
La chiesa di Santa Maria dei Servi è un edificio sacro che si trova in piazza Dotti a Sansepolcro.

## Storia
Della primitiva chiesa dei frati Servi di Maria, giunti a Sansepolcro nel luglio 1255, non rimangono tracce. Probabilmente sorgeva nell'area oggi occupata dal Teatro "Dante". L'attuale costruzione fu iniziata nel 1294 e consacrata nel 1382, ma di questo edificio restano solo i muri perimetrali e le tre monofore gotiche sul fianco sinistro.

## Descrizione
L'interno dell'edificio è frutto di un completo rifacimento compiuto tra il 1717 e il 1727 con la costruzione della volta e della cupola e la decorazione a stucchi, nel quale furono però preservati gli altari secenteschi.
In chiesa sono alcune tele secentesche, tra cui, al primo altare a destra la Vergine in gloria di Cristoforo Roncalli, e il Miracolo del Crocifisso che risana San Pellegrino Laziosi, di Giovanni Ventura Borghesi, allievo tifernate di Pietro da Cortona.
L'abside settecentesca, quasi una rivisitazione di quella della chiesa fiorentina della Santissima Annunziata, conserva le parti superstiti di una pala smembrata di Matteo di Giovanni, eseguita tra 1489 e 1492. La tavola centinata raffigurante l'Assunzione della Vergine ed altre due più piccole con i Santi Filippo Benizi e Giovanni Battista in una, e con i Santi Paolo e Lucia nell'altra ancora in chiesa, erano completate da una predella, tutte inserite in una cornice architettonica, oggi perdute.
All'interno dell'altare maggiore settecentesco, di notevole effetto scenico, è conservato il corpo del beato Andrea da Sansepolcro, che una tradizione locale vuole appartenente alla famiglia Dotti (culto approvato nel 1806; festa liturgica il 31 agosto per l'Ordine dei Servi di Maria, il 4 settembre in diocesi).